# Червона шапочка

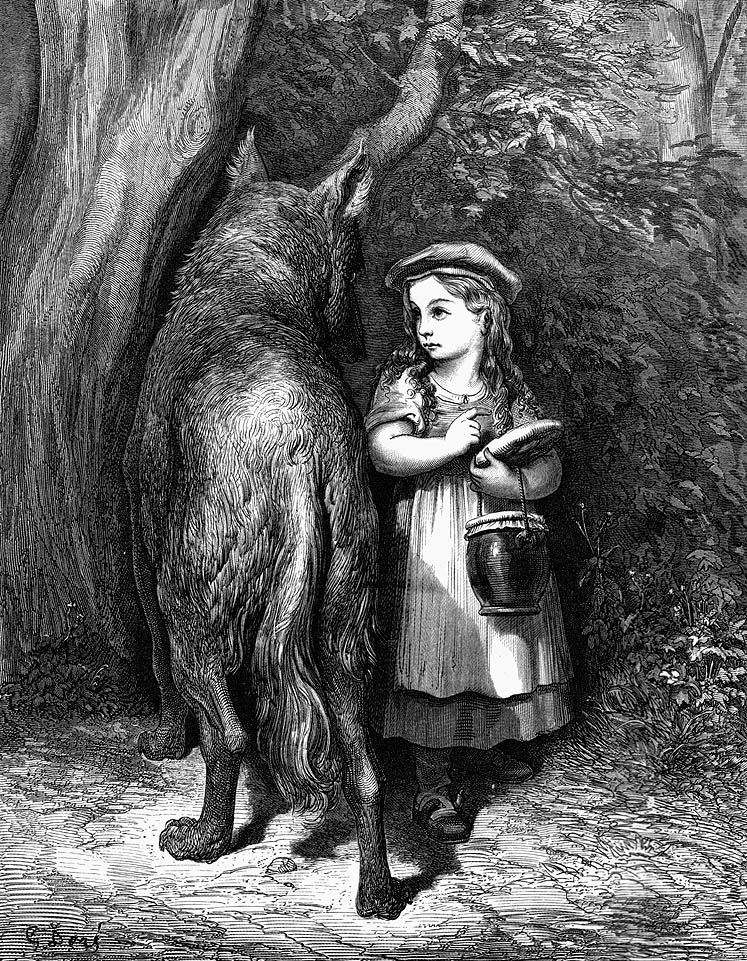
Ілюстрація Гюстава Доре

«Червоний Капелюшок» (фр. Le Petit Chaperon rouge; нім. Rotkäppchen) — народна європейська казка з сюжетом про маленьку дівчинку, що зустріла вовка (європейський переказ універсального сюжету, поширеного також в Азії й Африці). Літературно оброблена у Франції Шарлем Перро, пізніше записана у Німеччині братами Грімм.
Вона має номер 333 у системі класифікації народних казок Аарна-Томпсона.

## Походження сюжету

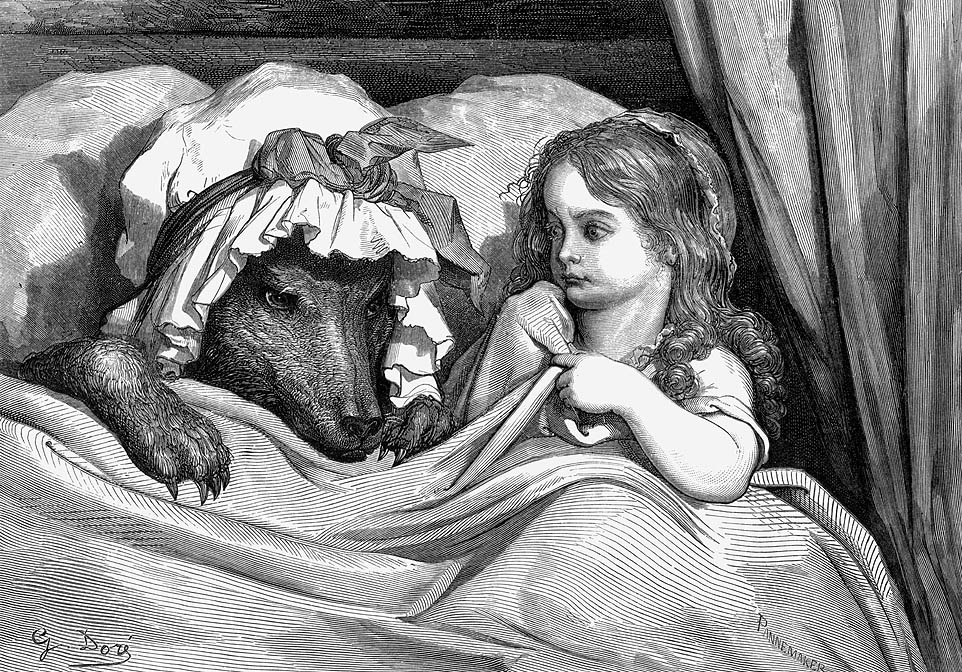
Рисунок Гюстава Доре

Оповідь казки про дівчинку, яку підманув вовк, була поширена у Франції та Італії з Середньовіччя. У фольклорних записах сюжет такий:
Мати посилає доньку до бабусі з молоком та хлібом. Дівчинка у лісі зустрічає вовка, розповідає йому, куди вона прямує. Вовк, обігнавши дівчинку, вбиває стареньку, готує з її тіла страву, а з крові — напій, одягається в її одежу і лягає в її постіль. Коли дівчинка приходить, вовк пропонує їй поїсти. Кішка старої намагається попередити дівча про те, що вона їсть, але вовк запускає в кішку дерев'яні черевики та вбиває її. Потім вовк каже дівчинці роздягнутися і лягти поруч з ним, а одежу кинути у вогонь. Та так і робить, лягаючи поруч з вовком; дівчинка запитує, чому у нього так багато волосся, широкі плечі, довгі ноги, великі зуби. На останнє питання вовк відповідає: «Це для того, щоб швидше з'їсти тебе, дитя моє!» і з'їдає дівчинку.
Так закінчується більшість записаних варіантів, хоча в деяких, за допомогою хитрощів, дівчинка тікає від вовка.

### Оригінальна версія
У центрі сюжету — дівчинка на ім'я Червона Шапочка, через червону накидку з каптуром, яку вона носить. Дівчина йде лісом, щоб доправити їжу своїй хворобливій бабусі (вино і тістечко залежно від перекладу). У переказі Грімм її мати наказала їй суворо триматися стежки.
Вовк-переслідувач хоче з'їсти дівчинку і їжу в кошику. Після того, як він запитує, куди вона йде, та йому відповідає. Він пропонує їй зірвати кілька квіток у подарунок для бабусі, що вона і робить. Поки вона збирає квіти, він встигає до будинку бабусі і отримує дозвіл увійти, прикинувшись Шапочкою. Він ковтає бабусю цілком (або, в деяких оповідях, замикає її в шафі) і чекає дівчинку, переодягнувшись бабусею.
Коли дівчинка прибуває, вона зауважує дивну зовнішність своєї «бабусі». Вона каже: «Який у тебе грубий голос!» — Щоб краще тебе привітати, — відповідає вовк. — Боже, які в тебе великі очі! — Щоб краще тебе бачити, — відповідає вовк. — А які в тебе великі руки! — Щоб ліпше тебе обійняти, — відповідає вовк. Нарешті: «Який у тебе великий рот», «Щоб краще тебе з'їсти!», — відповідає він, після чого вистрибує з ліжка і з'їдає її. Згодом він ситий засинає. У переказі історії Шарля Перро яка була оприлюднена, казка на цьому закінчується.

### Пізніші різновиди оповіді
У більш пізніх і більш відомих версіях історія продовжується. Дроворуб у французькому варіанті, або мисливець у традиційних німецьких версіях, приходить на допомогу з сокирою, і розрубує сплячого вовка. Червона Шапочка та її бабуся виходять приголомшеними, але неушкодженими. Потім вони наповнюють тіло вовка важким камінням. Вовк прокидається і намагається втекти, але каміння змушує його впасти і померти. У переказі Грімм, вовк виходить з дому і намагається напитися з криниці, але важке каміння в його шлунку змушують його впасти у воду і потонути (подібно до казки «Вовк і семеро козенят»).
У інших оповідях історії бабусю замикають у шафі, а не з'їдають, а в деяких Червону Шапочку рятує лісоруб, коли вовк тільки насувається на неї, а не після того, як її вже з'їдять, де дроворуб вбиває або просто проганяє вовка своєю сокирою.

## Літературна обробка

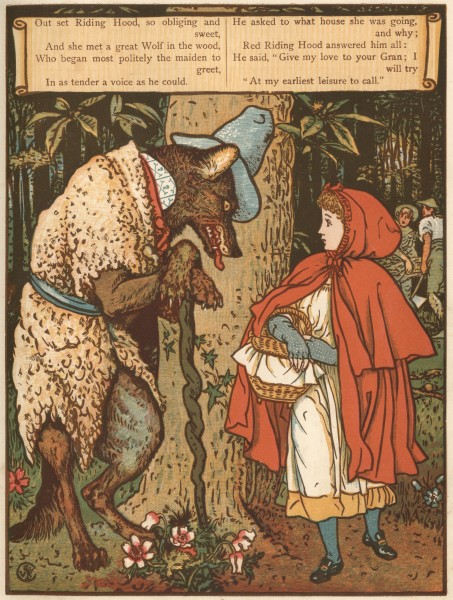
Червона Шапочка зустрічає вовка; ілюстрація Волтера Крейна

### Шарль Перро
Шарль Перро літературно обробив народний сюжет: він прибрав мотив канібалізму, персонажа-кішку та її вбивство вовком, додав червону шапочку — шаперон, яку надягала дівчинка, а головне — додав казці повчання, увівши мотив порушення дівчинкою пристойності, за що вона й була покарана, і завершив казку віршованою мораллю, яка навертала дівчат утримуватися від спокуси. Хоча грубі натуралістичні події народної казки були значно пом'якшені, статеві стосунки були підкреслені.
Казка була надрукована 1697-го року в Парижі, в збірці «Казки моєї матінки Гуски, або Історії минулих часів із повчаннями», відомішої як «Казки матінки Гуски».

### Брати Грімм
Два різні перекази казки були представлені братами Грімм, перша Джанетт Хассенпфлаг (1791—1860) і друга Марією Хассенпфлаг (1788—1856). Брати використали перший варіант як головну частину казки, а другий — як продовження. Казка під назвою «Rotkäppchen» була внесена в перше видання «Kinder und Hausmärchen» (Дитячі й сімейні історії, 1812).
Перша частина казки у переказі братів, була майже однакова з варіантом Перро, але зі щасливим кінцем: мисливці, які проходили повз хатку, почули галас, убили вовка, розрізали йому живіт і врятували бабусю з онукою. Ця оповідь однакова із закінченням казки «Вовк і семеро козенят», яка, ймовірно, і є джерелом цієї частини, також можливо, що закінчення було взято з п'єси «Життя і смерть Червоної Шапочки», яка була написана 1800-го року німецьким письменником-романістом Людвигом Тіком.

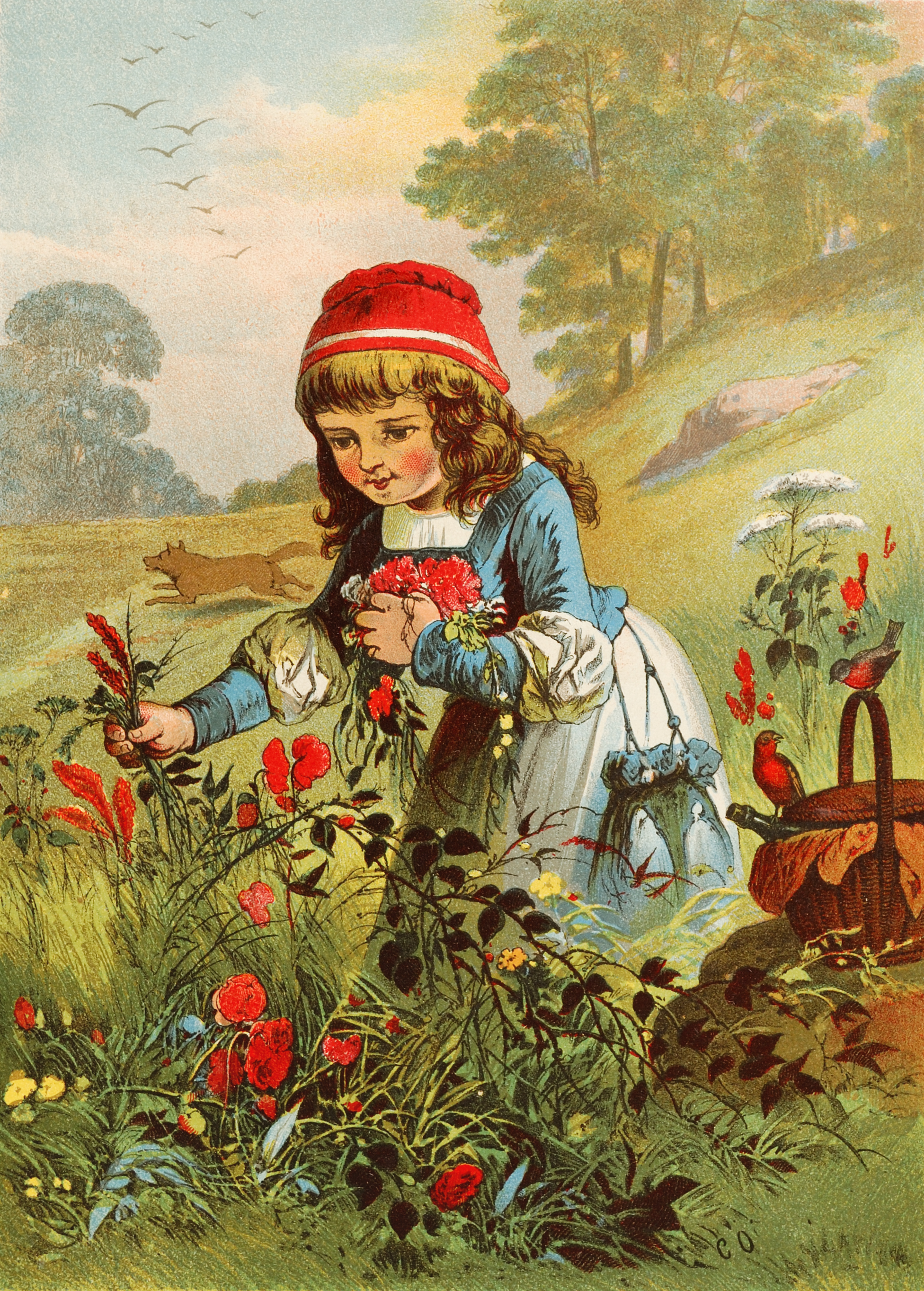
Ілюстрація до німецького варіанта казки, Rotkäppchen, від Käppchen — «ковпачок»

Моралізаторство Перро на тему статевих стосунків зникло, як і всі сексуально забарвлені посилання з тексту. В тексті казки Червона Шапочка порушує не правила пристойної поведінки, а наказ матері, яка просила доньку йти до бабусі, ні на що не відвертаючись. Повчання у завершенні — як попередження неслухняним дітям: «Відтепер я ніколи не стану в лісі збочувати зі своєї стежки й буду твердо дотримуватись того, що наказувала матінка».

## Історія

### Зв'язок з іншими казками
Казка має схожість з історіями Стародавньої Греції та Риму. Вчений Грем Андерсон порівняв цю історію з місцевою оповіддю, переказаною Павсанієм, в якій щороку незайману дівчину приносили в жертву злому духу, одягненому в шкуру вовка, який зґвалтував дівчину. Одного року, прийшов кулачний боєць Євфим, убив духа і одружився з дівчиною, яку принесли в жертву.  Існує також низка різних історій, переказаних грецькими авторами, пов'язаних з жінкою на ім'я Пірра (буквально «вогонь») і чоловіком з ім'ям, що означає «вовк».  Римський поет Горацій натякає на казку, в якій дитину чоловічої статі живцем рятують з черева Ламії, людожера в класичній міфології.
Розмова між вовком і Червоною Шапочкою має схожість зі скандинавською Þrymskviða зі Старшої Едди; коли велетень Þrymr вкрав Мйольнір — молот Тора, і зажадав повернення Фрейї як нареченої. Замість цього боги одягли Тора в наречену і відправили його. Коли велетні помічають нежіночі очі Тора, який їсть і п'є, Локі пояснює це тим, що Фрейя не спала, не їла і не пила через тугу за весіллям. Також було зауважено відповідність з іншим скандинавським міфом, про погоню та остаточне вбивство богині сонця вовком Шьоллем.
Тайванська історія 16 століття, відома як «Тітка Тигр», має кілька вражаючих подібностей. У цій історії є дві дівчини, які сестри. Коли мати дівчаток кудись виходить, тигриця приходить до будинку дівчаток і прикидається їхньою тіткою, просячись увійти. Одна дівчинка каже, що голос тітки звучить неправильно, тому тигриця намагається замаскувати свій голос. Потім дівчина каже, що руки тітки здаються занадто грубими, тож тигриця намагається зробити свої лапи більш гладенькими. Коли нарешті тигриця отримує дозвіл увійти, вона одразу відкушує руку одної з сестер. Інша вигадує хитрість, ніби хоче вийти на вулицю і принести їжу для тітки. Тітка Тигриця, підозріливо ставлячись до дівчинки, прив'язує до її ноги мотузку. Дівчина натомість прив'язує до мотузки відро, щоб обдурити її, але тітка Тигриця розуміє це і женеться за нею, після чого та видирається на дерево. Дівчина каже тигриці, що дозволить їй себе з'їсти, але спочатку вона хотіла б погодувати її фруктами з дерева. Тигриця підходить ближче, щоб з'їсти плід, після чого дівчина виливає їй в горло киплячу олію, вбиваючи її.
На думку Пола Деларю, подібна оповідь зустрічається в східноазійських оповіданнях, а саме в Китаї, Кореї та Японії, під назвою «Тигр і діти».

## Червона Шапочка в сучасній культурі
Сюжет анімаційного фільму Jin-Roh 1998 року, побудовано як вільний переказ казки про Червону Шапочку так, щоб казка втратила лінійне і однозначне тлумачення, де може бути однозначно добра дійова особа — «Червона Шапочка», і недвозначно злий герой — «Вовк».
У 2011 році вийшов американський фільм «Червона шапочка» у стилі темне фентезі, що показує класичний сюжет як історію протистояння із вовкулакою. Схожа оповідь вміщена у шостому сезоні серіалу «Вовченя», де хижак замінений Жеводанським звіром.
2015 року Олесь Барліг написав п'єсу «Уроборос у Східному експресі», що містить численні алюзії на казку про Червону Шапочку. П'єса потрапила до програми Фестивалю рівності у Запоріжжі та фестивалю Тиждень актуальної п'єси. У 2017 році увійшла до збірки «Звірі подивляться замість тебе», виданої у видавництві Крок.
У сучасному фольклорі Червона Шапочка — героїня декількох анекдотів, зазвичай із сексуальною тематикою або чорним гумором на кшталт:
У Червоної Шапочки шапочка насправді була сіра, з вовка. Просто вона носила її м'ясом назовні.

## Тлумачення
Крім відкритого попередження про заборону розмови з незнайомими людьми, існує безліч тлумачень класичної казки, багато з яких сексуальні. Деякі з них перераховані нижче.

### Природні цикли
Фольклористи та культурні антропологи, як от П. Сентівс та Едвард Бернетт Тайлор, розглядали «Червону Шапочку» з точки зору сонячних міфів та інших природних циклів. Її червоний капюшон може означати яскраве сонце, яке зрештою поглинає жахлива ніч (вовк), а варіації, в яких її дістають з черева вовка, являють світанок.

### Обряд
Казка була витлумачена як обряд статевого дозрівання, що випливає з доісторичного походження (іноді походження, що випливає з попередньої матріархальної епохи).  Дівчина, йдучи з дому, входить у граничний стан і, проходячи через події казки, перетворюється на дорослу жінку завдяки виходу з вовчого шлунку.

### Відродження
Бруно Беттельгейм у книзі «Використання зачарування: значення і важливість казок» (1976) переробив мотив Червоної Шапочки з точки зору класичного фрейдистського аналізу, який показує, як казки виховують, підтримують і звільняють дитячі емоції. Мотив єгеря, який розрізав вовка, він витлумачив як «переродження»; Дівчинка, яка безглуздо слухала вовка, переродилася на нову людину.

### Еротичні, романтичні перегуки або зґвалтування
Дослідження казки також може викликати негативні конотації стосовно зґвалтування або викрадення. У книзі «Проти нашої волі» Сьюзен Браунміллер описує казку як опис зґвалтування.  Багато ревізіоністських переказів зосереджуються на розширенні прав і можливостей жінок і показують Червону Шапочку або бабусю, яка успішно захищається від вовка.
Такі розповіді мають деяку схожість з казками про «нареченого\ну-тварину», як от «Красуня і чудовисько» або «Принцеса-жаба».
Зрештою виглядає дивним, що маленьку дівчинку посилають в ліс саму.